# Odell K. Whitney
Odell Kimball Whitney (* 31. Dezember 1884 in Alpena, Jerauld County, South Dakota; † 11. Juni 1967 in Pierre, South Dakota) war ein US-amerikanischer Politiker. Zwischen 1931 und 1933 war er Vizegouverneur des Bundesstaates South Dakota.
Die Quellenlage über Odell Whitney ist sehr schlecht. Über seine Jugend, Schulzeit und beruflichen Werdegang jenseits der Politik ist nichts überliefert. Er war Mitglied der Republikanischen Partei und saß zwischen 1925 und 1930 im Senat von South Dakota. 1930 wurde er an der Seite von Warren Green zum Vizegouverneur seines Staates gewählt. Dieses Amt bekleidete er zwischen 1931 und 1933. Dabei war er Stellvertreter des Gouverneurs und Vorsitzender des Staatssenats. Nach seiner Zeit als Vizegouverneur ist er politisch nicht mehr in Erscheinung getreten.